# Wilhelm Kick
Wilhelm Kick (* im 19. Jahrhundert; † im 20. Jahrhundert) war ein deutscher Herausgeber und Verleger, der in Stuttgart ansässig war. Er gründete dort in den 1890er-Jahren den Architektur-Verlag Kick. Sein Name wird in Publikationen und Bibliothekskatalogen häufig abgekürzt zu Wilh. Kick oder W. Kick.

## Leben
Wilhelm Kick war als Architekt in der Württembergischen Landeshauptstadt Stuttgart tätig. Ab Anfang der 1880er-Jahre gab er zahlreiche Fachbücher bzw. Mappenwerke zu baukonstruktiven, kunstgewerblichen und künstlerischen Themen heraus, die anfangs meist bei verschiedenen Stuttgarter Verlagen erschienen. Dazu gehören insbesondere mehrere Sammelwerke mit Entwürfen, Mustervorlagen und ausgeführten Beispielen für Bautischler-, Glaser-, Schlosser-, Schmiede-, Holzbildhauer- und Bildhauerarbeiten etc., die von Kick ausgewählt und für die Veröffentlichung bearbeitet wurden, wobei er auch zahlreiche Fotografien verwendete. Er publizierte dabei unter anderem Arbeiten der Kunstschlosserei C. Schwickert jun. in Pforzheim und des Stuttgarter Bildhauers Wilhelm Rösch.
1894 wurde Kick anlässlich des 25-jährigen Bestehens des Architekten-Vereins der Technischen Hochschule zu Stuttgart mit der Erstellung und Herausgabe einer Festschrift zum Vereinsjubiläum beauftragt.
Ab 1894 trat Kick mit verschiedenen Mappenwerken zur aktuellen Architektur hervor, in denen er von ihm ausgewählte Beispiele von zeitgenössischen Neubauten etc. als Herausgeber zusammenstellte und bearbeitete sowie meist in dem von ihm gegründeten Verlag publizierte. Größere Verbreitung und Bekanntheit erfuhr vor allem sein Mappenwerk Moderne Neubauten. 1902 gab er für den Frankfurter Architekten Aage von Kauffmann ein Mappenwerk zu dessen Landhaus-Bauten heraus.
Seine letzten Veröffentlichungen bzw. Neuauflagen lassen sich in den Jahren um 1910 nachweisen.

## DerArchitektur-Verlag Kick

### Der Verlag
Vor oder im Jahr 1894 gründete Kick einen eigenen Verlag, den Architektur-Verlag Kick mit Sitz in Stuttgart, in dem er vor allem die von ihm fortan herausgegebenen Mappenwerke verlegte. Auf das zuerst veröffentlichte Sammelwerk Moderne Neubauten folgten mehrere Mappenwerke zu Neubauten von Wohn- und Geschäftshäusern, Villen etc. und anderen architektonischen Themen.
Kick verwendete Architekturfotografien von Fassaden und Innenräumen sowie Grundrisse und Schnitte der vorgestellten Bauten und ließ die großformatigen illustrierten Tafeln der Mappenwerke von der ebenfalls in Stuttgart ansässigen Kunstanstalt Carl Ebner im hochwertigen Edeldruckverfahren des damals modernen Lichtdrucks herstellen. Der Vertrieb der Mappen und der jeweils zugehörigen Tafeln erfolgte durch die Kunstanstalt Ebner, meistens im Abonnement auf mehrere Teillieferungen sowie teils im Kommissionsverkauf.
Diese Beispielsammlungen in Form von Mappenwerken, die um die Jahrhundertwende in Deutschland allgemein verbreitet waren, wurden von Kick teils mehrmals und teils auch in anderer Zusammenstellung aufgelegt und erschienen später zum Teil auch als Neuausgaben bei anderen Verlagen, so zuletzt um 1950.

### Das MappenwerkModerne Neubauten
Kicks Mappenwerk Moderne Neubauten erschien von 1894 bis 1898 ff. in insgesamt 4 Jahrgängen mit teils nicht aufeinanderfolgendem Erscheinungsdatum/-jahr (siehe Werkliste). Es enthielt je 100 illustrierte Lichtdruck-Tafeln pro Jahrgang im Großformat von 33 cm × 46 cm, die in 10, später in 5 Lieferungen pro Jahr herausgegeben wurden. Jede Jahrgangsmappe beinhaltete eine ergänzende Textbeilage von je ca. 5 Doppelseiten. Herstellung und Vertrieb erfolgten wie bei seinen anderen Mappenwerken durch die Stuttgarter Kunstanstalt Ebner.
Die Sammlung präsentierte jeweils 100 Abbildungen ausgeführter Neubauten in Fotografien und Grundrissen; ursprünglich begrenzt auf Neubauten aus Süd- und Mitteldeutschland, ab dem zweiten Jahrgang aus ganz Deutschland. Dabei war es Kicks Anspruch (gemäß Angabe auf den Mappentiteln), eine „Auswahl der besten Architektur der bedeutendsten Architekten“ vorzustellen. Seine Auswahlkriterien legte Kick allerdings nicht öffentlich dar, dies galt auch für seine nachfolgenden Mappenwerke.

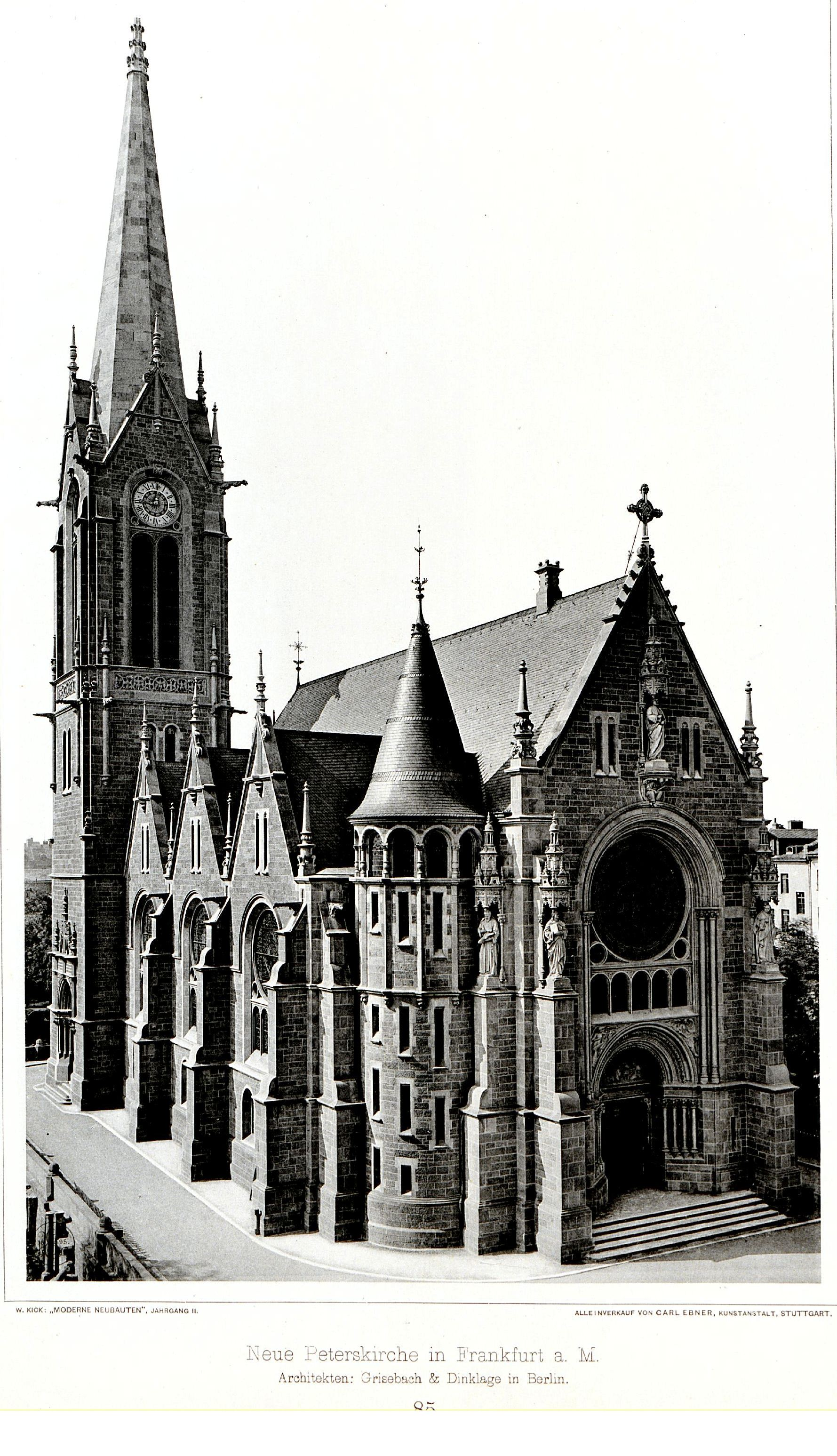
Peterskirche in Frankfurt am Main (1891–1894 nach Entwurf von Hans Grisebach und Georg Dinklage, Berlin) – Moderne Neubauten, 2. Jahrgang 1895, Tafel 85
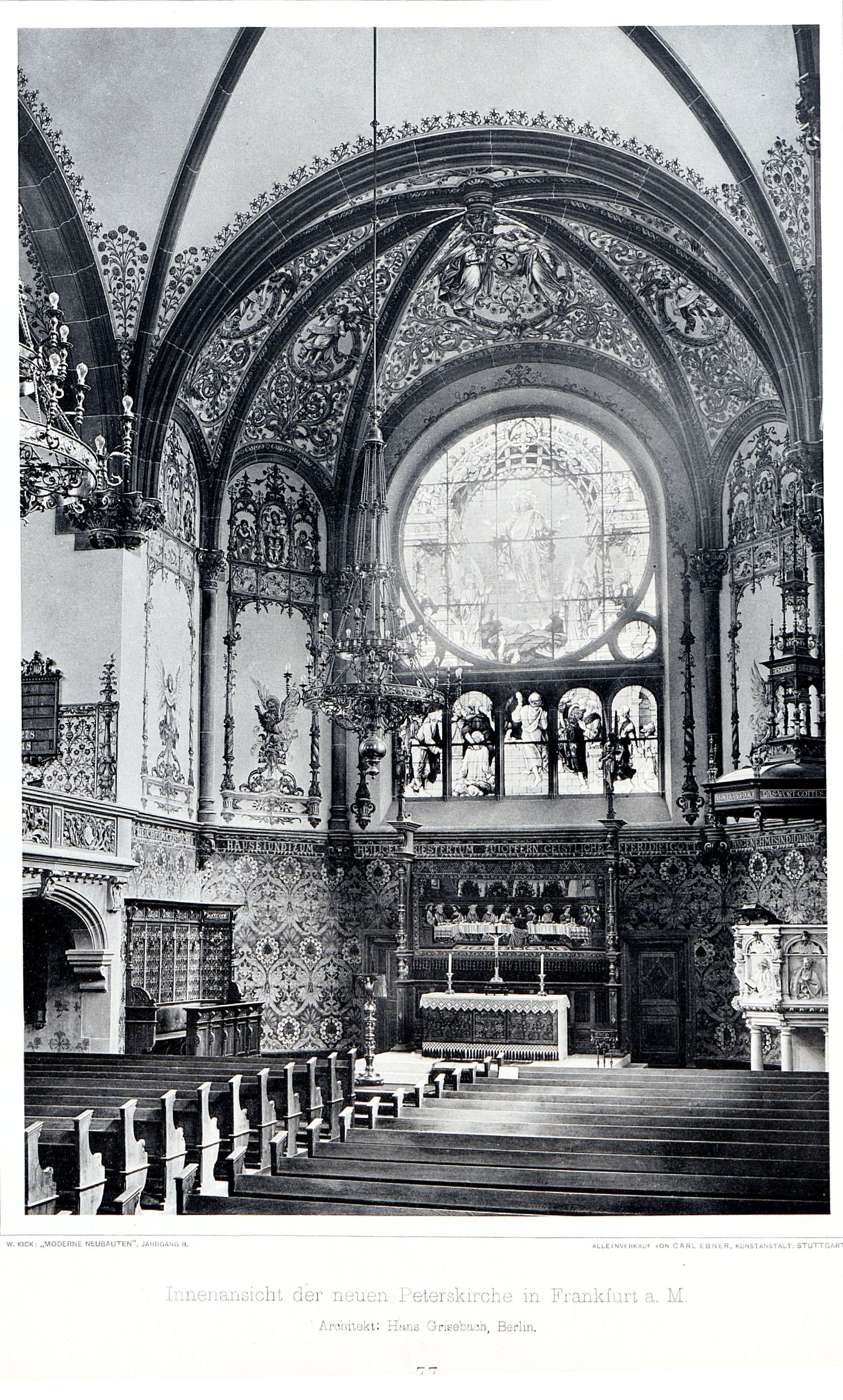
Innenansicht der Peterskirche in Frankfurt am Main – Moderne Neubauten, 2. Jahrgang 1895, Tafel 77
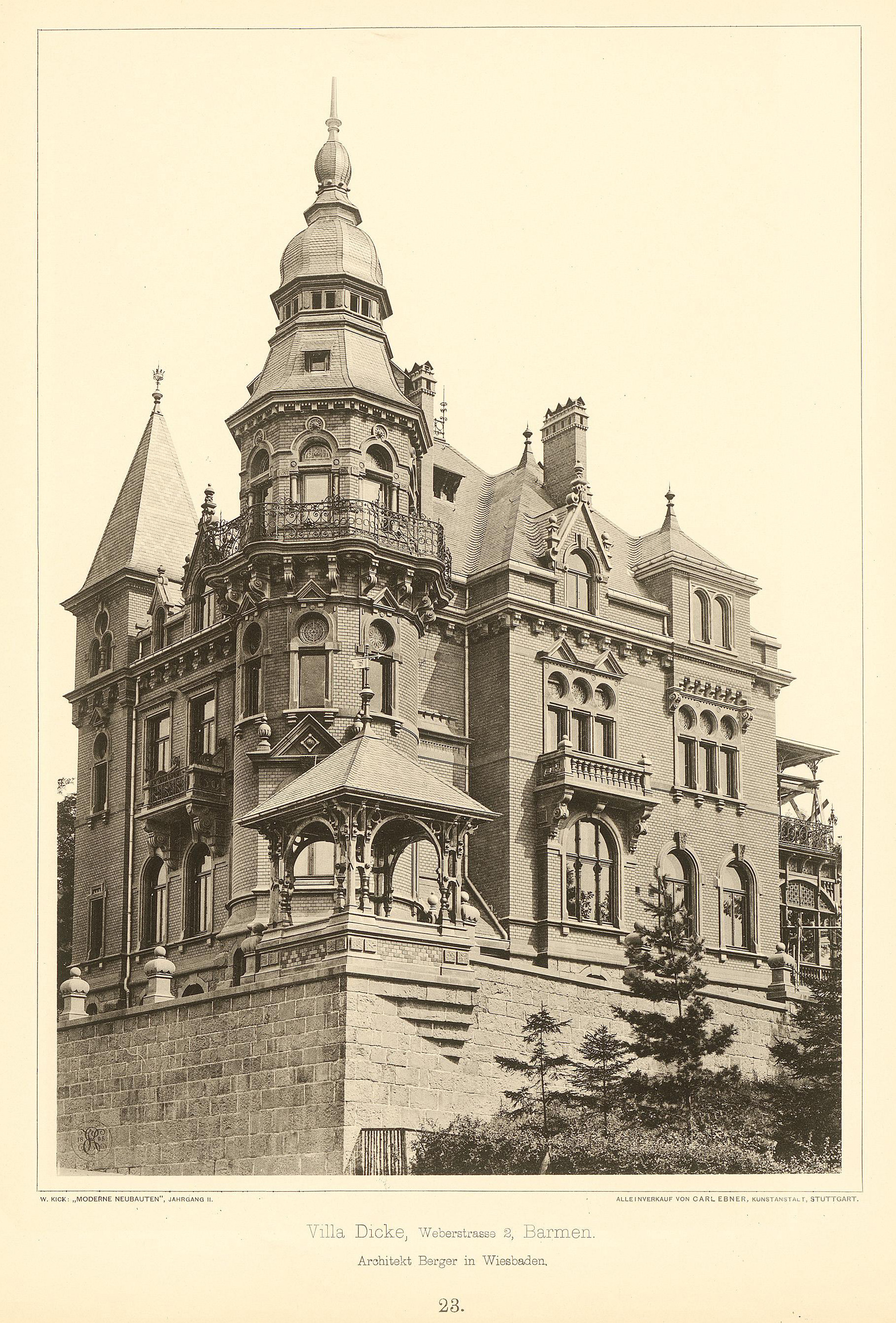
Villa Dicke in (Wuppertal-)Barmen von Architekt Weber – Moderne Neubauten, 2. Jahrgang 1895, Tafel 23
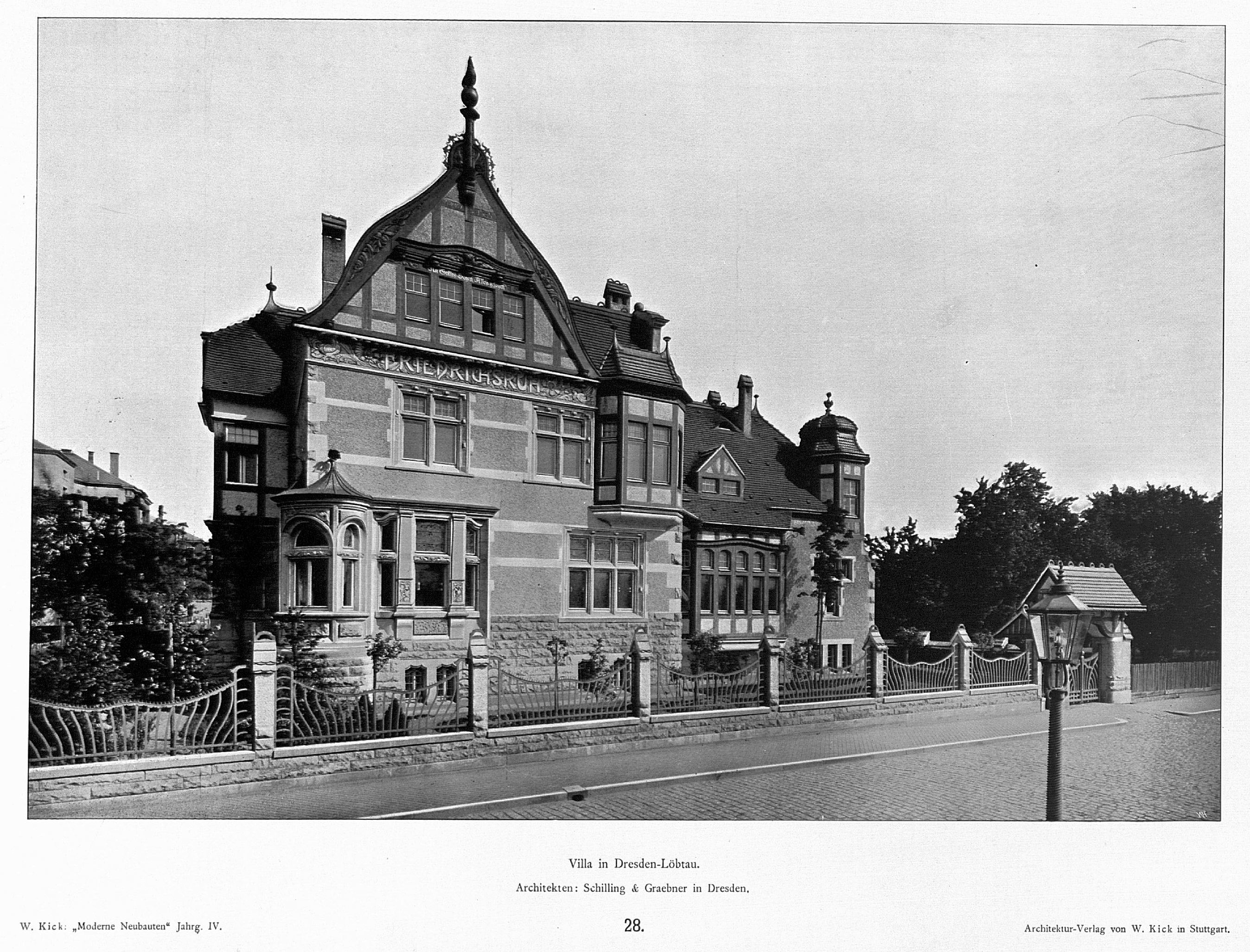
Villa Friedrichsruh in Dresden-Löbtau (1898 nach Entwurf der Architektewn Schilling & Graebner, Dresden) – Moderne Neubauten, 4. Jahrgang 1898, Tafel 28
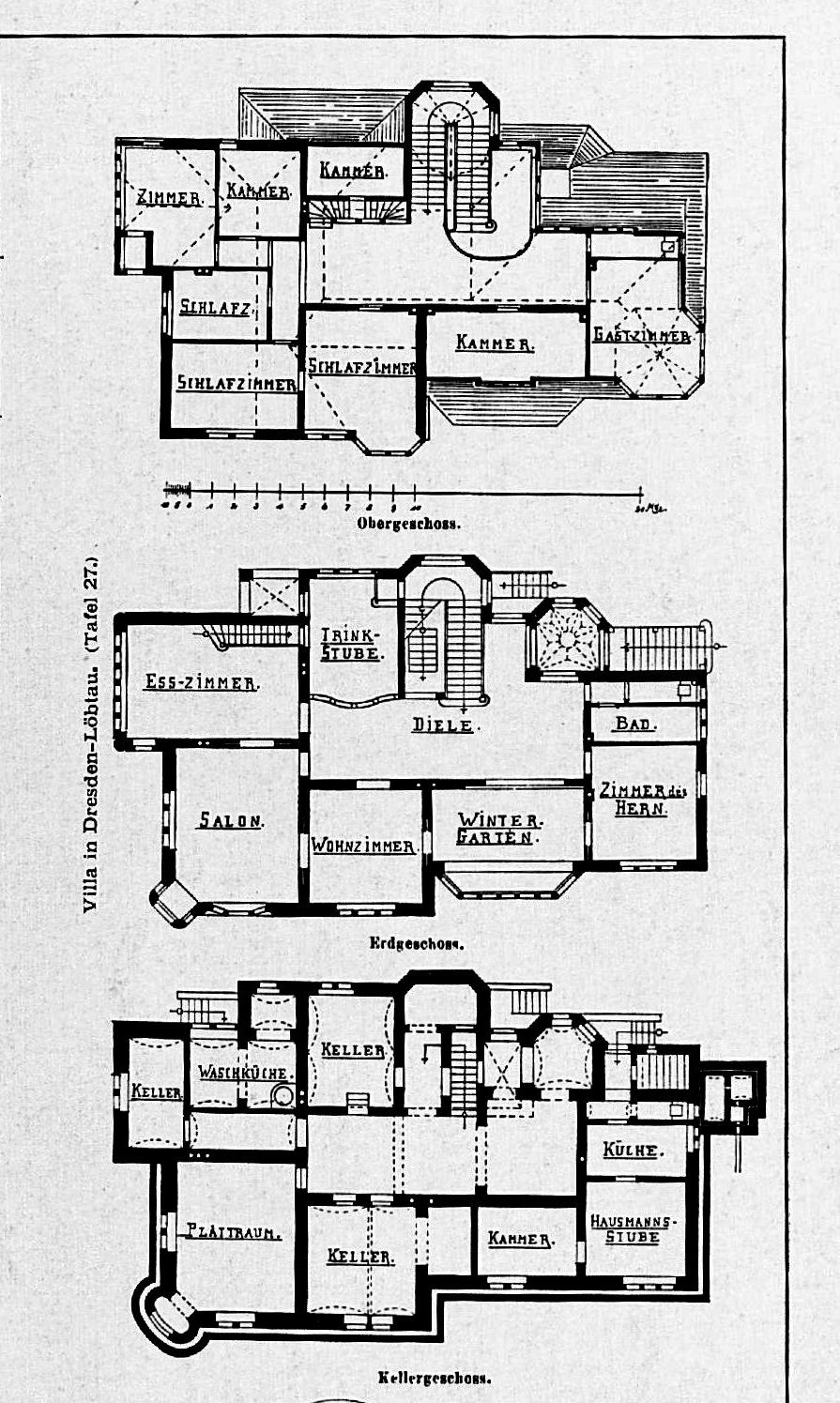
Grundrisse der Villa Friedrichsruh in Dresden-Löbtau – Moderne Neubauten, 4. Jahrgang 1898, Tafel 27

## Zuordnung und Rezeption
Kick gehört zu dem Personenkreis, der in der zweiten Hälfte des 19. Jahrhunderts das Medium Fotografie in Buch- und andere Publikationen einführte und dazu damals neue Bildreproduktionsverfahren nutzte. Eins seiner frühen illustrierten Sammelwerke wurde vom Bibliotheks- und Informationswissenschaftler Frank Heidtmann in dessen 1984 veröffentlichter bibliografischer Studie Wie das Photo ins Buch kam als Beispiel aufgenommen: das Mappenwerk zu Bildhauer-Motiven von 1891, das Kick zusammen mit dem Bildhauer Rösch veröffentlichte und das 80 fotografische Abbildungen in „feinsten Lichtdruck-Reproductionen“ auf 40 Tafeln im Folio-Format enthielt.
Kicks Ansprüche, die sich durch Titel wie Mustergültige plastische Motive für das Studium und die kunstgewerbliche Praxis des Bildhauers beim vorgenannten Mappenwerk und „Lehrbuch“ von 1891 ausdrückten, wurden indes von der zeitgenössischen Kritik nicht immer geteilt; so wurden im Literarischen Centralblatt für Deutschland im Jahr 1893 die darin als „mustergültig“ vorgestellten Bildhauer-Arbeiten von Bösch als Werke eines „Decorations-Bildhauers“ abgetan und als Buchtitel „Illustrierter Katalog des Bildhauers x“ anempfohlen – dann „würde auch die Kritik schweigen“.
Die 1886 von Kick zusammen mit Otto Seubert herausgegebene Mustersammlung für Möbeltischler war im Jahr 1997 in der Ausstellung „Holz und Politur – Bücher zur Möbeltischlerei“ der Lippischen Landesbibliothek in Detmold als dortiges Bestandsexponat zu sehen. Sein 1897 herausgegebenes Mappenwerk Barock, Rokoko und Louis XVI. aus Schwaben und der Schweiz, das unter anderem 1914 vom württembergischen Ministerium des Kirchen- und Schulwesens als „Prachtwerk in Lichtdruck“ zum „Schwäbischen Barock“ bezeichnet wurde, zählt heute zu den „Kostbarkeiten der Universitätsbibliothek Weimar“.
Kicks Mappenwerk Moderne Neubauten (1894–1898 ff.) wurde vom Bauingenieur und Bibliothekar Rolf Fuhlrott 1974 in dessen Dissertation an der Universität Karlsruhe über historische Architektur-Fachzeitschriften aufgenommen und im bibliografischen Teil der 1975 unter dem Titel Deutschsprachige Architektur-Zeitschriften veröffentlichten Doktorarbeit beschrieben. Dabei charakterisierte Fuhlrott das Mappenwerk unter anderem als „Sammlung von ausgeführten Bauten“, die einen „Eindruck vom Bauschaffen“ von „bedeutenden Architekten, wie Billing, Curjel und Moser, Eisenlohr und Weigle, Messel, und von Thiersch“ vermittele.
Wolfgang Brönner, Kunstwissenschaftler und Leiter des rheinland-pfälzischen Landesamts für Denkmalpflege, befasste sich in seiner 1987 erschienenen Monografie Die bürgerliche Villa in Deutschland 1830–1890 ebenfalls mit Kicks Mappenwerk Moderne Neubauten und stellte es in eine Reihe mit Beispielsammlungen wie Hugo Lichts Architektur Berlins (1877) und Architektur Deutschlands (1882), Architektonische Rundschau (1885–1916), Architektonisches Skizzenbuch (1852–1886) oder die von Gustav Schönermark herausgegebene Architektur der Hannoverschen Schule (1888–1895).
Mehrere Tafeln des Werks Moderne Neubauten, das unter anderem im Bestand des Architekturmuseums der Technischen Universität Berlin bzw. im dortigen Online-Angebot mit mehr als 300 Tafeln vertreten ist, wurden 1997 in der Ausstellung „Renaissance der Renaissance“ des Weserrenaissance-Museums Schloss Brake bei Lemgo als Architekturbeispiele der Renaissance gezeigt und im Ausstellungskatalog wiedergegeben.

## Werke (Auswahl)
Bearbeitung und Herausgeberschaft / Veröffentlichung in Fremdverlagen
- Der praktische Bautischler. Eine Sammlung aller beim innern Ausbau der Neuzeit vorkommenden Bautischler- und Glaserarbeiten mit Details in vergrößertem Maßstabe. Wittwer, Stuttgart 1885. (mit Otto Seubert)
- Mustersammlung für Möbeltischler. Eine Sammlung meist ausgeführter Entwürfe und Zeichnungen von Möbeln aller Art. Mit Details in natürlicher Größe und mit Preisberechnungen. Otto Maier, Ravensburg 1886. (mit Otto Seubert)
- Mustersammlung für Schlosser. Eine Sammlung von Entwürfen und grossentheils ausgeführten Zeichnungen von Geländern, Füllungen, Thorabschlüssen und sonstigen Schlosser- und Schmiede-Arbeiten jeder Art. 1887. (mit Otto Seubert) / als Neuausgabe: Otto Maier, Ravensburg o. J. (um 1900)
- Musterbuch für Schlosser. Eine Sammlung von Entwürfen und ausgeführten Schlosser- & Schmiede-Arbeiten jeder Art. Mit Details in vergrößertem Maßstabe & Schablonen in natürlicher Größe. Wilhelm Nitzschke, Stuttgart 1890.
- Mustergültige plastische Motive für das Studium und die kunstgewerbliche Praxis des Bildhauers. Stuttgart 1891. (mit Wilhelm Rösch)
- Architekturen. Festgabe zur Feier des XXVjährigen Bestehens des Architekten-Vereins der Technischen Hochschule zu Stuttgart. Eine Sammlung von Entwürfen und ausgeführten Bauten von Mitgliedern des Vereins. O. Arndt, Stuttgart 1894. (Titelzusatz: Mit 43 Lichtdrucktafeln nach Photographien und Zeichnungen, gedruckt von Carl Ebner, Stuttgart.)
- Konkurrenz-Entwürfe für ein Rathaus in Stuttgart. C. Ebner, Stuttgart 1895.

Bearbeitung und Herausgeberschaft / Veröffentlichung im eigenen Architektur-Verlag Kick, Stuttgart
- Mappenwerk Moderne Neubauten. […]. 4 Jahrgänge (je 100 Lichtdruck-Tafeln, mit Textbeilagen):
  - 1. Jahrgang, 1894 (erschien unter dem Titel Moderne Neubauten aus Süd- und Mitteldeutschland. Fortlaufend erscheinende illustrierte Blätter für Architektur).
  - 2. Jahrgang, 1895 ff. (ab dem 2. Jahrgang erschien das Mappenwerk unter dem Titel Moderne Neubauten. Fortlaufend erscheinende illustrierte Blätter für Architektur)
  - 3. Jahrgang, 1898 ff.
  - 4. Jahrgang, 1898 ff.[14]
  - Moderne Neubauten. Jahrgang 3. Neuausgabe. C. Ebner, Stuttgart 1898. (mit 100 Lichtdruck-Tafeln)
- Mappenwerk Einfache Neubauten. Eine Sammlung von Villen, Wohnhäusern, Einfamilienhäusern etc. In einfacher moderner Ausführung, von bedeutenden Architekten. 2 Jahrgänge (je 102 Tafeln):
  - 1. Jahrgang, 1899.
  - 2. Jahrgang, 1900.
  - Neuauflage. Architektur-Verlag Kick, Stuttgart o. J. (um 1910).
  - Neuausgabe. C. Ebner, Stuttgart o. J. (ca. 1950).
- Moderne Landhäuser. Naturaufnahmen von Fassaden und Innenräumen mit Grundrissen von Architekt A. von Kauffmann in Frankfurt a. M. 1902. (Mappenwerk mit 40 Tafeln)
- Barock, Rokoko und Louis XVI. aus Schwaben und der Schweiz. 1903. (Text von Berthold Pfeiffer; 80 Naturaufnahmen in Lichtdruck nebst 8 Tafeln Grundrisse und Durchschnitte)
  - 2., neu durchgesehene Auflage, Baumgärtner, Leipzig 1907.
- Ausgeführte Bautischler-Arbeiten. Hausthüren und Thore. 1904.
- Alte Städtebilder aus Schwaben. 1909. (Text von Julius Baum)
- Mappenwerk Moderne Architekturen. Ausgeführte Wohn- und Geschäftshäuser, Villen, Einfamilienhäuser etc. in moderner Ausführung von bedeutenden Architekten, sowie eine Anzahl hervorragender Beispiele aus der Barockzeit etc.

Serie 1 (wohl keine weitere Serie aufgelegt), 90 Bildtafeln und 10 Texttafeln in sechs Bänden (= Mappen) bei unterschiedlicher Anzahl von Tafeln pro Band, erschienen 1905–1907
Neuausgabe unter dem Titel: Einfache Neubauten. Wohn- und Geschäftshäuser, Villen, Einfamilienhäuser etc. in einfacher moderner Ausführung. Teil 1–4 (Hefte 1–2, 3–4, 5–6, 7–10.) C. Ebner, Stuttgart (ca. 1950).